# Liste der Werke von Andor Losonczy
Andor Losonczy (1932–2018) komponierte über 70 Werke.

## Werke

### Bühnenmusik
- Danse (1961–1969). Ballett
- Pantomime „Wo sind die Knochen“ (2002) für Ensemble nach einem Text von Gerhard Amanshauser. UA Salzburg 25. Februar 2002 (Aspekte Salzburg, Österreichisches Ensemble für Neue Musik, Dirigent: Bijong Uk, Pantomime: Norbert Gruber)[1]

### Instrumentalmusik

#### Orchestermusik
- Zwei Bilder für Orchester (Két kép; 1950). UA Salzburg 1993
- Ensemblemusik (1959/61). In 5 Ensembles geteilt
- Cantata per orchestra (1963)
- Recitativo (1964)
- Satzfragmente (1966). UA Graz 13. Oktober 1974 (Festsaal der Pädagogischen Akademie in Graz-Eggenberg, Musikprotokoll im steirischen herbst, Ensemble Kontrapunkte, Dirigent: Peter Keuschnig)[2]
- Hodie completi sunt (1966) nach Giovanni Gabrieli für Doppelorchester
- Für Doppelorchester (1966)
- Party (1968)
- Untitled (1970)
- Descort (1972) für großes Orchester. UA Gdańsk 1985
- Beschwörung (1984). UA 1985
- Fanal (1989) für großes Orchester
- Tromba Principale (1999). Konzert für Trompete

#### Kammermusik
- Passacaglia (1955) für Streichquartett. UA Salzburg 1980

- 2. Version für Streichorchester

- Kammermusik (1959)
- Kammerensemblemusik (1961). UA Salzburg 1963
- Duos für verschiedene Instrumente (1962). UA Salzburg 1980 (Aspekte Salzburg)

- 1. Duo: Violine und Violoncello

- 2. Version für Streichquartett

- 2. Duo: Viola und Klarinette
- 3. Duo: Flöte und Gitarre

- Sätze (1966) für Kammerensemble. UA Darmstadt 30. August 1966 (Darmstädter Ferienkurse, Stadthalle, Internationales Kammermusikensemble Darmstadt, Dirigent: Bruno Maderna)[3]
- Programme (1967). UA Klagenfurt
- Seminar (1969) für Flöte, Oboe, Klarinette, Horn, Orgel und Viola. UA 1969
- Duo für Fidel & Klavier (1970). UA 1970
- Duo für Klarinette und Klavier 1971. UA 1971
- for strings (1970) I, II. UA Salzburg 1970
- Sketch Book (1970) für Flöte, Violine, Harfe und Harmonium. UA Salzburg 1970
- scrap music (1970) für Ensemble. UA 1977 (Österreichischer Rundfunk)
- Panorama (1972) für zwei Klaviere. UA 1972
- Phonophobie (1975) für Klavier und 7 Instrumente. UA Warschau 27. September 1975 (Warschauer Herbst, ensemble xx. jahrhundert, Dirigent: Peter Burwik)[4]
- Changes (1977) für Klarinette, Saxophon, Klavier und Violine . UA Graz 1977 (steirischer herbst)
- Growth structures (1978). Kammermusik in 100 Sätzen, variable Besetzung. UA Zagreb 1978
- Magia (1983) für Violine und Klavier. Widmungsträger: Jenny Abel und Roberto Szidon. UA Salzburg 1983 (ARGEkultur Salzburg)

- Neufassung: UA Salzburg 2005 (Aspekte Salzburg – 29. Internationales Festival für Musik unserer Zeit – projekt7siebzig, Frank Stadler (Violine),  Andor Losonczy (Klavier))

- Quartett (1992) für Klavierquartett. „Wenn die Vernunft schläft, singen die Sirenen“ (Max Ernst)
- Trio (1993) für Violine, Viola und Klavier. UA Salzburg 1993 (Mozarteum)
- Etüde (1996) für Streichquartett
- Klänge aus … (1996/97) für sechs Bläser und Klavier. UA Salzburg (IG Komponisten Salzburg – Lange Nacht, Dirigent: Alberto Caprioli)
- Schattenspiel (2002) für Klarinette, Streichquartett und Klavier
- „Grenzen des Verstandes“ (2006/07). Zum gleichnamigen Gemälde von Paul Klee. UA Winterthur 11. März 2008 (musica aperta, Kunstmuseum Winterthur, Ensemble Sortisatio)[5]
- Concerto (2008) für Klavier und Ensemble. UA Salzburg 29. Mai 2010 (Aspekte Salzburg, Österreichisches Ensemble für Neue Musik, Klavier: Andor Losonczy, Dirigent: Oswald Sallaberger)[6]

#### Soloinstrumente
- Vier Klavierstücke (1959). UA Florenz 1960
- Vier Etüden (1968) für Klavier. Sekunden, Terzen, Sexten und Septimen. UA Florenz 1968
- Konzertmaterial (1966). UA Klagenfurt
- Clusters (1969) für Klavier Solo. UA Florenz 1969
- scordatura (1970) für Violoncello. UA Salzburg (Aspekte Salzburg 1978)
- écriture automatique (1973) für Klavier Solo. UA Florenz 1975
- Piranhas (1981) für Klavier. Den Ureinwohnern Südamerikas gewidmet, für Richard Metzler und Roberto Szidon. UA 1981 (Elmau-Festival)
- die Klavierschule (1984). 24 Etüden für die technischen Probleme der neuen Klaviermusik. UA Salzburg 1984
- Balkun (1985) für Oboe (Englischhorn). UA Salzburg 1985
- Síp (1986) für Flöte. UA 1988 (Lüneburger Festival)
- Crincrin (1987) für Viola solo. UA Salzburg 1987
- Terremoto (1989) für Schlagzeug solo. UA Salzburg 1994
- Igric (1989) für Violine solo. UA Salzburg 1989
- Lauffeuer (1990). Zwei Klavierstücke. UA Padua 1990
- Tuba mirum für Tuba. UA Berlin 31. Januar 1992 (Interventionen, Akademie der Künste Berlin, Michael Vogt (Tuba))[7]
- Für Violine solo (1994). UA Salzburg 11. Mai 1994 (Aspekte Salzburg, Mozarteum)
- Variationen für Violine solo (1995). UA Salzburg 1995
- Klavierstück (1996)
- Klavierstück (1998)
- Essays (1999) für Klavier

### Vokalmusik
- Black Box (1969) für Chor und Orchester mit 2 Dirigenten. UA Salzburg 1970 (Salzburger Aufführung durch „Skandal“ abgebrochen; später in Wien)
- Cantata (1958) für Bariton und Bläser. UA Salzburg 1962
- Quodlibet (1968) für Sopran und Kammerensemble. UA 1968
- Events (1970) für vier Sänger. UA Salzburg 1971
- Texte/Neue Texte/Neueste Texte (1977) nach dadaistischen Gedichten. Für Sopran, Flöte, Klarinette, Klavier, Violine und Violoncello. UA Salzburg 1987 (Aspekte Salzburg)
- Nightmare (1980) für gemischten Chor und Orgel
- White Box (1981) für Chor und Orchester. UA 1983 (Lüneburg Festival)
- Manhattan (1982) für vier Sänger. Den Urbewohnern Nordamerikas gewidmet. UA Graz 9. Oktober 1983 (Musikprotokoll im steirischen herbst, Grazer Dom, Ensemble Spinario, Dirigent: Robert Huber)[8]
- Szajkó (1983) nach einem Lautgedichten von Sándor Weöres, für vier Sänger. UA Salzburg 1983
- Hydra (1985). Zyklus mit 7 Teilen, für verschiedene Besetzungen. UA (des Gesamtzyklus) Salzburg

- 1. Streichtrio. UA Saalfelden (Tage der Neuen Musik)
- 2. Klavier. UA Salzburg 1985 (Aspekte Salzburg)
- 3. Klavierduo. UA Salzburg (Aspekte Salzburg)
- 4. Flöte (Piccolo), Oboe (Englischhorn), Violine, Klavier. UA Padova 1990
- 5. Flöte (Piccolo), Klarinette, Trompete, Posaune, Klavier, Violine, Violoncello. UA Salzburg 1992
- 6. Vocalise für Sopran und Klavier. UA Salzburg
- 7. Tuba mirum, Klavier. UA Berlin

- Très très très très (1999) für Vokalquartett, Flöte, Klarinette, Violine, Viola and Violoncello. Kantate nach einem Text von Jan Dismas Zelenka

### Elektronische Musik
- Schlangengrube (ca. 1982). Tonband[9]